# Liviu Victor Pandrea

Liviu - Victor Pandrea (n. 2 august 1915, Aruncuta - d. 25 februarie 1999, Cluj - Napoca)   a fost preot greco-catolic, profesor în sociologie și doctor în teologie.

## Date biografice
S-a născut în Aruncuta la data de 2 august 1915 într-o familie formată din 6 copii, 4 băieți și două fete (Viorica-Elena, n. 1913, urmată de Liviu-Victor, n. 1915, Virgil, n. 1918, Sabin, n. 1920, Eugen-Vincențiu, n. 1923 și mezina Lucia-Ana, născută în 1926), tatăl său, Vincențiu Pandrea (n. 1888 – d. 1970), a fost preot greco-catolic în Aruncuta, protopopiatul Cojocna-Cluj, din anul 1911 și până în 15 septembrie 1923. Acesta, urmare a manifestărilor naționaliste, a fost arestat de autoritățile austro-ungare între 8 septembrie 1916 și 10 iunie 1917 și internat în Lagărul de la Sopron. Mama sa a fost Ana-Maria Pandrea, născută Răduțiu, fiica preotului greco-catolic din Cerghizel, Mureș. Primele 3 clase primare le-a făcut în Aruncuta, după care și-a continuat studiile la Liceul George Barițiu din Cluj, pe care l-a terminat în anul 1932. A urmat între anii l932-1939 studiile de filosofie și teologie la Roma, a continuat cu științele sociale și politice în Franța la Lille și și-a încununat studiile cu doctoratul în Teologie, absolvit cu Magna cum laude la Roma, în anul 1942. Reîntors în țară, a fost numit profesor și duhovnic la Facultatea de Teologie din Blaj până în 1946, fiind apoi transferat la Cluj ca profesor și paroh. În anul 1948 Biserica Greco-Catolică a fost interzisă de regimul comunist sub pretextul „unirii” cu Biserica Ortodoxă, iar părintele Liviu Pandrea a fost nevoit să trăiască ascuns în perioada 11 octombrie 1948 - 4 iunie 1953. A fost arestat ca urmare a unui denunț în 5 iunie 1953. A fost anchetat și torturat de serviciile secrete ale regimului comunist. După eliberare, a fost angajat la Salubritate, ca măturător, apoi zilier agricol și stenodactilograf până în 1960, când a fost încadrat ca traducător autorizat la Întreprinderea Tehnofrig din Cluj (engleză, franceză, spaniolă, italiană). Începând cu data de 1 februarie 1965 a fost numit bibliotecar la Institutul Agronomic din Cluj, de unde s-a pensionat la 31 decembrie 1979. Din 1990, a fost numit din nou profesor și duhovnic la Institutul Teologic Universitar Greco-Catolic din Cluj.

## Cărți publicate
- Cartea Psalmilor, traducere din ebraică, Editura „Viața Creștină”, Cluj-Napoca, 1993, 189 pagini;
- Cele trei conversiuni și cele trei căi, prelucrare din franceză după Réginald Garrigou-Lagrange, Editura „Viața Creștină”, Cluj-Napoca, 1995, 120 pagini;
- Comentarea tuturor Psalmilor, în manuscris dactilografiat; lucrare amplă, 1500 pagini, ce analizeaza , din punct de vedere teologic și al vieții spirituale, fiecare psalm .
- În anul 1966, alături de prof.univ. Mihai Bogdan, a publicat Dicționar englez-român, apărut  la Edituta tehnică, respectiv Dicționar de termotehnică, mașini termice și agregate frigorifice .
- Don Bosco, crainicul bucuriei-  Casa de Editură UNITAS, Cluj Napoca, 1997, ed. II (430+487 pagini + ilustrații) - viața sfântului Don Bosco

- România liberă, atolici_4.pdf Preoți greco-catolici români[nefuncțională]
- România liberă online (8 aprilie 2016)  Claudiu Pădurean, Preotul român care i-a sfidat pe Hitler și pe Stalin Accesat la 8 aprilie 2016 Arhivat în 11 aprilie 2016, la Wayback Machine.

1. ↑  Sebastian Stanca, Contribuția preoțimii române din Ardeal la războiul pentru întregirea neamului, Cluj, 1923, pp. 107-109.